# Pranvera e vonuar
"Pranvera e vonuar" (svenska: senvåren) är en låt framförd av den Albanienfödda sångerskan Aurela Gaçe. Låten släpptes år 1997 och framfördes som en duett tillsammans med rocksångaren Aleksandër Gjoka. Låten skrevs av Agim Doçi, som bland annat tidigare skrivit Gaçes låt "Nata", som hon ställde upp i Festivali i Këngës 1995 med. Kompositör var Osman Mula.
Kronologiskt föregicks låten av "Me jetën dashuruar", som Gaçe framförde år 1996. Senare samma år följde hon upp "Pranvera e vonuar" med låten "Fati ynë shpresë dhe marrëzi", med vilken hon kom tvåa i Festivali i Këngës 1997.